# Dmitrij Zaikin (dyplomata)
Dmitrij Iwanowicz Zaikin (ros. Дми́трий Ива́нович Заи́кин, 1909–1983) – radziecki dyplomata.

## Życiorys
Należał do WKP(b), 1934 ukończył Leningradzki Instytut Budowy Maszyn, 1939-1943 był wicekonsulem Konsulatu Generalnego ZSRR w Nowym Jorku, a 1943-1946 radcą Misji ZSRR na Kubie. W 1946 był chargé d’affaires ZSRR na Kubie, 1947-1948 zastępcą kierownika Wydziału VI Europejskiego Ministerstwa Spraw Zagranicznych ZSRR, 1948-1950 przewodniczącym Mieszanej Radziecko-Rumuńskiej Komisji ds. Demarkacji Granicy Państwowej, a 1950-1954 radcą Ambasady ZSRR w Polsce. W latach 1954–1956 był chargé d’affaires ZSRR w Urugwaju, 1957-1958 przewodniczącym radzieckiej sekcji Mieszanej Radziecko-Polskiej Komisji ds. Demarkacji Granicy Państwowej, 1958-1959 przewodniczącym radzieckiej sekcji Mieszanej Radziecko-Mongolskiej Komisji ds. Demarkacji Granicy Państwowej, a od 18 października 1959 do 6 kwietnia 1965 ambasadorem nadzwyczajnym i pełnomocnym ZSRR w Libii.